# Barbara Corcoran
Barbara Ann Corcoran (Edgewater, Nueva Jersey, 10 de marzo de 1949) es una empresaria, inversionista, oradora, consultora, columnista sindicada, autora y personalidad de televisión estadounidense. Como una personalidad de la televisión, ella es una «tiburón» inversionista en Shark Tank de ABC.

## Biografía
Se graduó del St. Thomas Aquinas College con un grado en educación en 1971. Después de la graduación, ella enseñó la escuela por un año, pero pronto se trasladó a trabajar en varios puestos de trabajo, incluyendo un trabajo secundario en alquilar apartamentos en Nueva York. Quiso ser su propio jefe y en 1973 cofundó un negocio de bienes raíces llamado The Corcoran Group con su novio, quien se enfrentó a un préstamo de $1000 (aproximadamente $5420, ajustado a la inflación, 2016). Cuando se separó de su esposo siete años después, formó su propia firma, el Corcoran Group. A mediados de la década de 1970, también comenzó a publicar el The Corcoran Report sobre las tendencias de los datos de bienes raíces en la ciudad de Nueva York.
En 2001, Corcoran vendió su negocio a NRT Incorporated por $66 millones. 
Ella también es una «tiburón» inversionista en Shark Tank de ABC, y ha invertido en más de veinte negocios hasta la fecha.
En 6 de septiembre de 2017, Corcoran fue anunciada como una de los concursantes para la temporada 25 de Dancing with the Stars, donde fue emparejada con el bailarín profesional Keo Motsepe. Ella es la tercera «tiburón» de Shark Tank—después Mark Cuban y Robert Herjavec—en participar en el programa. Corcoran y Motsepe fueron la primera pareja en ser eliminada el 25 de septiembre de 2017.

## Carrera de negocios

### Comentarista inmobiliaria
Barbara es columnista de More Magazine, The Daily Review y Redbook, ha escrito varios libros, y ha aparecido en varios programas como Larry King Live. Ha sido conferencista invitada de negocios en varios eventos de bienes raíces y es consultora de negocios a través de su empresa de consultoría y producción de televisión, Barbara Corcoran Inc. Ella es también la contribuyente de bienes raíces de Today de NBC, presentadora de The Millionaire Broker with Barbara Corcoran en CNBC, y escribe una columna semanal en el New York Daily News.

### Shark Tank
Corcoran ha sido una inversora en el programa tres veces galardonado con el premio Emmy de ABC, Shark Tank, durante nueve temporadas. Ella ha hecho 52 ofertas (incluidas empresas en tándem) en el programa, la más grande con la compañía Coverplay por $350,000 dólares. Su tamaño de inversión promedio es de $103,113 dólares y la cantidad mediana de sus inversiones es de $75,000. En el aire, Corcoran ha invertido más de $5.4 millones de dólares.

## Vida personal
Corcoran vive en Manhattan con su segundo marido, Bill Higgins (capitán de la Armada retirado que había participado en la Guerra del Golfo Pérsico y exagente de F.B.I.); se casaron en 1988. Bárbara dio a luz a su hijo Tom en 1994, a través de la fertilización in vitro, con un óvulo donado por su hermana. La pareja más tarde adoptó a su hija Kate.
En el episodio del 18 de abril de 2014 de Shark Tank, Corcoran dijo que uno de sus hijos es una hija adoptiva de siete años, y que su primer hijo es un hombre de unos 20 años, Tom Corcoran. En la temporada 5 episodio 26 de Shark Tank, que se emitió el 25 de abril de 2014, Corcoran comparte que su hijo asistió a una escuela Ivy League. En la temporada 8, Barbara dijo que su hija Katie tiene problemas de aprendizaje.

## Trabajos seleccionados
- If You Don't Have Big Breasts, Put Ribbons On Your Pigtails: and Other Lessons I Learned From My Mom; (aka "Use What You've Got), Nueva York : Penguin, 2003. ISBN 1-59184-002-3 (coescrito con Bruce Littlefield)
- Nextville: Amazing Places to Live Your Life, Springboard Press, 2008. ISBN 978-0-446-17827-3
- Shark Tales: How I Turned $1,000 into a Billion Dollar Business, SPortfolio Trade, 2011. ISBN 1-59184-418-5 (coescrito con Bruce Littlefield)

## Otras lecturas
- MacDonald, Jay, "Fame & Fortune: Barbara Corcoran: 'Jersey girl' trumped Trump with street smarts", Bankrate.com
- Morgenstern, Julie, " Barbara Corcoran's Second Act", O: The Oprah Magazine, marzo  de 2005
- Rosen, Alison, "Home Viewing: former Megabroker Barbara Corcoran closes the deal on a TV career", Time Out New York, 27 de abril - 3 de mayo de 2006.